# Бубир Віктор Васильович
Ві́ктор Васи́льович Буби́р — сержант Збройних сил України.

## З життєпису
2015 року обраний до Петропавлівської районної ради від політичного об'єднання «Укроп».

## Нагороди
21 жовтня 2014 року — за особисту мужність і героїзм, виявлені у захисті державного суверенітету та територіальної цілісності України, вірність військовій присязі під час російсько-української війни, відзначений — нагороджений орденом «За мужність» III ступеня.